# Marko Vego
Marko Vego (8 de enero de 1907-26 de febrero de 1985) fue un arqueólogo, epigrafista e historiador bosnio y yugoslavo.

## Biografía
Vego nació en Čapljina (Bosnia y Herzegovina), hijo de Jozo, trabajador de una planta de tabaco. Vego cursó el bachillerato clásico en Široki Brijeg, la Facultad de Teología de la Universidad de Friburgo (Alemania) y la Universidad de Zagreb (Croacia), la Facultad de Filosofía de la misma Universidad y un examen de profesor en Belgrado (Serbia). Escribió su tesis doctoral titulada «Povijest Humske Zemlje od doseljenja Slovena do sjedinjenja s Bosnom 1322 godine» en la Facultad de Filosofía de Zagreb. No la presentó debido a circunstancias desconocidas.
Vego trabajó como profesor de historia en el Realschule Estatal de Nikšić (Montenegro) de 1938 a 1944. También participó en el movimiento de resistencia durante la Segunda Guerra Mundial. Fue profesor en el primer Curso de Magisterio de Trebinje y ascendió a director del Gimnasio Partisano de Trebinje el 22 de febrero de 1945. En 1946 y 1947 fue director del Gimnazija Mostar (Bosnia y Herzegovina) y, desde el 9 de septiembre de 1947, trabajó como profesor en el Curso de Magisterio de Sarajevo. Entre 1949 y 1950 fue director de la Escuela de Magisterio de Sarajevo. Del 28 de agosto de 1950 al 9 de diciembre de 1957 fue director del Museo Nacional de Bosnia y Herzegovina en Sarajevo.
Marko Vego se jubiló en 1965. Recibió varios premios en Bosnia y Herzegovina por su trabajo (el más importante es el «Premio 27 de julio»). Su temática principal fue la época medieval y fue reconocido por su trabajo en arqueología, numismática , epigrafía e historia topográfica de la Bosnia medieval. Publicó más de 300 obras. Falleció en Sarajevo.

## Obras
- Povijest Humske zemlje (Hercegovine), Samobor, 1937
- Ljubuški. Srednjovjekovni nadgrobni spomenici Bosne i Hercegovine VI, Sarajevo, 1954
- Don Ivan Musić i Hrvati u Hercegovačkom ustanku 1875.–1878. godine, Sarajevo, 1955 (autoeditado)
- Naselja srednjovekovne bosanske države, Sarajevo, 1957
- Historijska karta srednjovjekovne bosanske države, Sarajevo, 1957, 1978
- Historija Broćna od najstarijih vremena do turske okupacije, Sarajevo, 1961
- Zbornik srednjovjekovnih natpisa Bosne i Hercegovine I, Sarajevo, 1962
- Zbornik srednjovjekovnih natpisa Bosne i Hercegovine II, Sarajevo, 1964
- Zbornik srednjovjekovnih natpisa Bosne i Hercegovine III, Sarajevo, 1964
- Bekija kroz vijekove, Sarajevo, 1964
- Zbornik srednjovjekovnih natpisa Bosne i Hercegovine IV, Sarajevo, 1970
- Iz istorije srednjovjekovne Bosne i Hercegovine, Sarajevo, 1980
- Historija Brotnja od najstarijih vremena do 1878. godine, Čitluk, 1981
- Postanak srednjovjekovne bosanske države, Sarajevo, 1982